# Santo Antônio do Caiuá
Santo Antônio do Caiuá est une municipalité brésilienne située dans l'État du Paraná.